# Podhoroď
Podhoroď – wieś (obec) na Słowacji położona w kraju koszyckim, w powiecie Sobrance. Pierwsze wzmianki o miejscowości pochodzą z roku 1406.

## Nazwa
Nazwa wsi nieznacznie zmieniała się z biegiem lat. Pierwsza nazwa (węgierska) brzmiała Wárallya, później zastąpiła ją nazwa słowacka Podhradie, od roku 1786 – Podhradza, od roku 1808 – Pudhorodie, od roku 1920 – ponownie Podhradie, a od roku 1927 – Podhoroď. W okresie okupacji węgierskiej Zemplina od 19 marca 1939 r. do października 1944 r. wieś nosiła węgierską nazwę Tibavaralya.

## Położenie
Leży w niewielkiej kotlince śródgórskiej we wschodniej części pasma Wyhorlatu, utworzonej w miejscu łączenia się źródłowych cieków Potoku Sobraneckiego. Dolina tego potoku wyznacza granicę między centralną częścią Wyhorlatu a jego częścią wschodnią – masywem Popriečnego. Zabudowania ciągną się wzdłuż wspomnianego potoku oraz drogi nr 566, biegnącej z Tibavy do Ubli na wysokości od ok. 310 do ok. 390 m n.p.m. Tereny wsi sięgają na wschodzie po Paprtný vrch (621 m n.p.m.), na zachodzie po grzbiet wyznaczony przez szczyty Veľká Vavrová (788 m n.p.m.; lokalnie: Starý čerteš) i Diel (859 m n.p.m.), na północy po główny grzbiet wododziałowy Wyhorlatu.

## Historia
Wieś powstała zapewne na początku XIV w. z podgrodzia zamku Tibava, wznoszącego się wówczas na skalistym wzniesieniu tuż na północny wschód od centrum obecnej zabudowy. Należała do „państwa” feudalnego Tibava, będącego w rękach panów z Michałowiec. Pierwsza pisemna wzmianka o wsi pochodzi z 1404 r. Prawdopodobnie w tym czasie dotarła już na te tereny fala pasterskiej ludności wałaskiej, skoro zachowała się wzmianka z 1414 r. mówiąca, że „wałasi z Ubli i Podhorodzia weszli do Koňuša (...)”, gdzie wyrabowali i spalili zabudowania. W XVI i XVII wieku wieś była jedną z większych w okolicy: w 1599 r. liczyła 34 zamieszkane domy. Mieszkańcy zajmowali się pasterstwem i pracą w lesie, później również wypalaniem węgla drzewnego. Największą liczbę mieszkańców w historii (653) wieś miała w 1940 r.

## Demografia
Według danych z dnia 31 grudnia 2012, wieś zamieszkiwało 380 osób, w tym 208 kobiet i 172 mężczyzn.
W 2001 roku rozkład populacji względem narodowości i przynależności etnicznej wyglądał następująco:
- Słowacy – 96,98%
- Czesi – 0,46%
- Rusini – 1,16%
- Ukraińcy – 1,16%

Ze względu na wyznawaną religię struktura mieszkańców kształtowała się w 2001 roku następująco:
- Katolicy rzymscy – 4,87%
- Grekokatolicy – 51,51%
- Prawosławni – 21,58%
- Ateiści – 9,05%